# Mont Dōgo
Le mont Dōgo (道後山, Dōgo-yama) est un volcan culminant à 1 271 m d'altitude situé à la limite des bourgs de Nichinan dans la préfecture de Tottori et Shōbara dans la préfecture de Hiroshima. En japonais, le nom du mont Dōgo est formé de deux kanjis. Le premier, 道, signifie « chemin » et le second, 後, dans ce contexte signifie « derrière » ou « à l'arrière ». En raison de son environnement pittoresque, la montagne est appelée « Reine des monts Chūgoku ».
Le mont Dōgo qui fait partie du parc quasi national de Hiba-Dogo-Taishaku en est le deuxième plus haut sommet après le mont Hiba à 1 299 m.